# Pseudhenoticus
Pseudhenoticus é um género de coleópteros da família Erotylidae.